# (33783) 1999 RD183
1999 RD183 (asteroide 33783) é um asteroide da cintura principal. Possui uma excentricidade de 0.14738820 e uma inclinação de 1.85949º.
Este asteroide foi descoberto no dia 9 de setembro de 1999 por LINEAR em Socorro.